# Otto Schacht
Otto Schacht foi um membro activo do  PAIGC  (partido africano para independência
da Guiné-Bissau e Cabo Verde) que se destacou pelas suas funções primeiramente
enquanto Chefe de segurança, inteligência e contra-inteligência ao serviço do
fundador e secretário-geral do PAIGC Amílcar Cabral, e posteriormente como
Ministro dos Transportes, Telecomunicações e Pescas da 1ª república da Guiné-Bissau ao serviço do Presidente Luís Cabral.

## Infância
Nascido em Canchungo a 8 de outubro de 1933, fruto de matrimónio entre a
guineense Carolina da Silva Schacht (herdeira de um abastado comerciante e
proprietário de imóveis, Alfredo da Silva) com o investidor alemão Robert Von
Schacht (conhecido exportador de madeira, proprietário de várias plantações de
citrinos), Otto Schacht é protagonista de um percurso de vida no mínimo
inspirador pois, embora nascido no seio de uma família abastada dedicou a sua
vida ao serviço de um povo que ele acreditava ser merecedor de todos os seus
sacrifícios pessoais.
Tendo perdido os pais em tenra idade, Otto Schacht viveu uma infância solitária,
porém, isso não invalidou o seu interesse pelos estudos tendo inclusive,
frequentado o celebre liceu Honório Barreto enquanto adquiria paralelamente
conhecimentos em radio telegrafia junto daquele que foi o seu grande mentor,
Domingos Vieira, renomado quadro da Central de Correios, Telégrafos e Telefones
do  Império Colonial Português.

## Carreira
Especializado em telecomunicações mais precisamente na criptografia e
radiotelegrafia, tendo inclusive recebido da multinacional Marconi na década de
50, num concurso de cariz internacional, o prémio de melhor radio telegrafista.
Apesar da sua bem-aventurança profissional, em 1961 une-se a Amílcar Cabral e ao  PAIGC  (partido africano para Independência Guiné-Bissau e Cabo Verde), em prol da causa da independência da Guiné-Bissau e de Cabo Verde.
Foram as suas valências nomeadamente, no planejamento estratégico que o
levaram a assumir o cargo de chefe dos serviços de inteligência e
contrainteligência do partido entre 1961 e 1974.
Não obstante, e porque logística ocupava um papel preponderante durante a
guerra colonial, Otto Schacht acumulava igualmente a função de responsável desta
área "chave" para o funcionamento da dinâmica de combate.
Com o assassinato de Amílcar Cabral em 1973, encabeça a 3ª comissão de
investigação função esta que desempenhou com afinco pessoal com o objectivo de
provar que o assassinato do líder pan-africano não teria sido resultado de uma
falha de segurança interna permitindo a acção de forças inimigas, mas sim, fruto de
um possível complô no seio do próprio PAIGC.
Pela sua lealdade e compromisso para com a luta pela independência, o
Comandante "Kikia de Gãn Cabral "(a coruja de Cabral) como era conhecido,
incorpora a nobre lista dos representantes políticos envolvidos nas negociações
com Portugal pós 25 de Abril, tendo inclusive assinado o protocolo de acordo para
a independência, documento este que ainda consta dos arquivos históricos do
 palácio de Belém  – Museu da presidência em Lisboa.

## Cargos Governamentais
Constituído o 1º Governo pós-independência (1975–1980), Otto Schacht aceita o
convite do Presidente da República Luís Cabral para assumir o cargo de Ministro
dos Transportes, Telecomunicações e Pescas da Guiné-Bissau. Enquanto servidor
público ficou registado na história da 1ª república as seguintes realizações; SEMA
PESCA companhia nacional de tratamento de frutos do mar para exportação, Guiné
Mar companhia nacional de pesca industrial, modernização e operacionalização
dos estaleiros navais da marina, modernização da central de  telefónica da Guiné-
Bissau, investimento nas ligações fluviais de todo o interior país bem como, criação
das linhas áereas TAGB e LIA, criação da SILLO DJATA empresa publica de
transportes terrestres e ainda, o projecto de construção do novo aeroporto
internacional de Bissalanca.
Apesar da natureza silenciosa que o caracterizava, o estadista revelou ter eximias
habilidades diplomáticas ao tecer laços com líderes como Jozip Broz Tito
Presidente da  Ex-Jugoslavia,  Ramesh Chandra Majumda  Presidente do conselho mundial da paz,  Houphouët Boigny Presidente da  Costa do Marfim,  Léopold Sédar Senghor
Presidente do Senegal,  Mohamed Siad Barre Presidente da Somália, Moktar Ould Daddah Presidente da Mauritânia, Olof Palme Primeiro-ministro da Suécia e,
António Ramalho Eanes Presidente da República de Portugal.
Interessado pelas causas que considerava preocupantes para o equilíbrio das
relações internacionais, Otto Schacht interagiu com algumas das personalidades revolucionárias mais mediáticas do século 20 de citar, Yasser Arafat líder da
Palestina e John Garang líder do Sudão do Sul.

## Morte
No decorrer da reunião do concelho superior de luta do PAIGC em 1978, é
nomeado pelo comité central secretário executivo do concelho nacional do PAIGC.
Será, pois, no exercício de mais esta missão que o mesmo decide criar a comissão
de investigação anticorrupção.
Membros integrantes do seu gabinete afirmam este ter sido o passo que selou o
destino fatídico do estadista, morto no Golpe de Estado de 14 de novembro
de 1980, exactamente 1 mês após o início das investigações levadas a cabo pela
referida comissão de inquérito. Das possíveis causas do seu assassinato consta
igualmente, o relatório confidencial em sua posse cujo conteúdo revelava o
envolvimento de elementos da cúpula do PAIGC na morte de Amílcar Cabral.
Juntamente com Otto Schacht, constam da lista de mortos do Golpe de Estado
de 80 os seguintes membros e quadros do PAIGC;
- Ministro do Interior, Constantino Teixeira
- Secretário-Geral do Ministério do Interior, António Alcântara Buscardini
- Quadro Superior do Ministério do Interior, Johnny Jacob
- Comandante Militar, André Gomes
- Comandante Militar, Pedro Ramos
- Governador da Região de Gabu, Abdoulaye Seck

## Legado
Entre rumores e factos, Otto Schacht deixou o seu legado quer seja através de
feitos materiais dos quais constam, uma doação pessoal de cerca de 300 hectares
de terra cultivável destinada aos Ex-combatentes da pátria quer seja, através de
feitos imateriais ao tornar-se num exemplo de resistência á corrupção.
Daquilo que resta do seu acervo pessoal está a Estrela de Schitimessky,
condecoração máxima concedida pela  República Checa, a homens que se
destacaram pela sua performance ao serviço da contrainteligência.
No jazigo da família Schacht em Bissau, para além dos lírios azuis que de acordo
com os seus próximos eram os seus favoritos, consta uma lapide com os seguintes
dizeres da autoria do poeta Agnelo Regalla;
Otto Schacht...
Uns, chegam ao fim
Outros, ficam pelo caminho
Não por desfalecimento
Mas pela sua coragem e valor!